# Alessandro Panza
Alessandro Panza (ur. 15 maja 1982 w Domodossoli) – włoski polityk, poseł do Parlamentu Europejskiego IX kadencji.

## Życiorys
W 2002 ukończył szkołę techniczną w rodzinnej miejscowości, a w 2009 studia pierwszego stopnia z zakresu nauk politycznych na Uniwersytecie w Mediolanie. Przez dwa lata pracował w biurze rachunkowym. Działacz Ligi Północnej. Od 2009 do 2018 był asystentem europosła Mattea Salviniego, który w międzyczasie został liderem partii. W 2018 Alessandro Panza objął funkcję dyrektora federalnego ruchu politycznego „Lega per Salvini Premier”, przejmując nadzór nad strukturą organizacyjną swojego ugrupowania.
W wyborach w 2019 uzyskał mandat deputowanego do Parlamentu Europejskiego IX kadencji.